# (200232) 1999 UG51
(200232) 1999 UG51 es un asteroide perteneciente al cinturón de asteroides, descubierto el 31 de octubre de 1999 por el equipo del Catalina Sky Survey desde el Catalina Sky Survey, Arizona, Estados Unidos.

## Designación y nombre
Designado provisionalmente como 1999 UG51.

## Características orbitales
1999 UG51 está situado a una distancia media del Sol de 2,694 ua, pudiendo alejarse hasta 3,388 ua y acercarse hasta 2,000 ua. Su excentricidad es 0,257 y la inclinación orbital 8,369 grados. Emplea 1615,20 días en completar una órbita alrededor del Sol.

## Características físicas
La magnitud absoluta de 1999 UG51 es 15,9. Tiene 5 km de diámetro y su albedo se estima en 0,05.